# Crillón-Gebäude

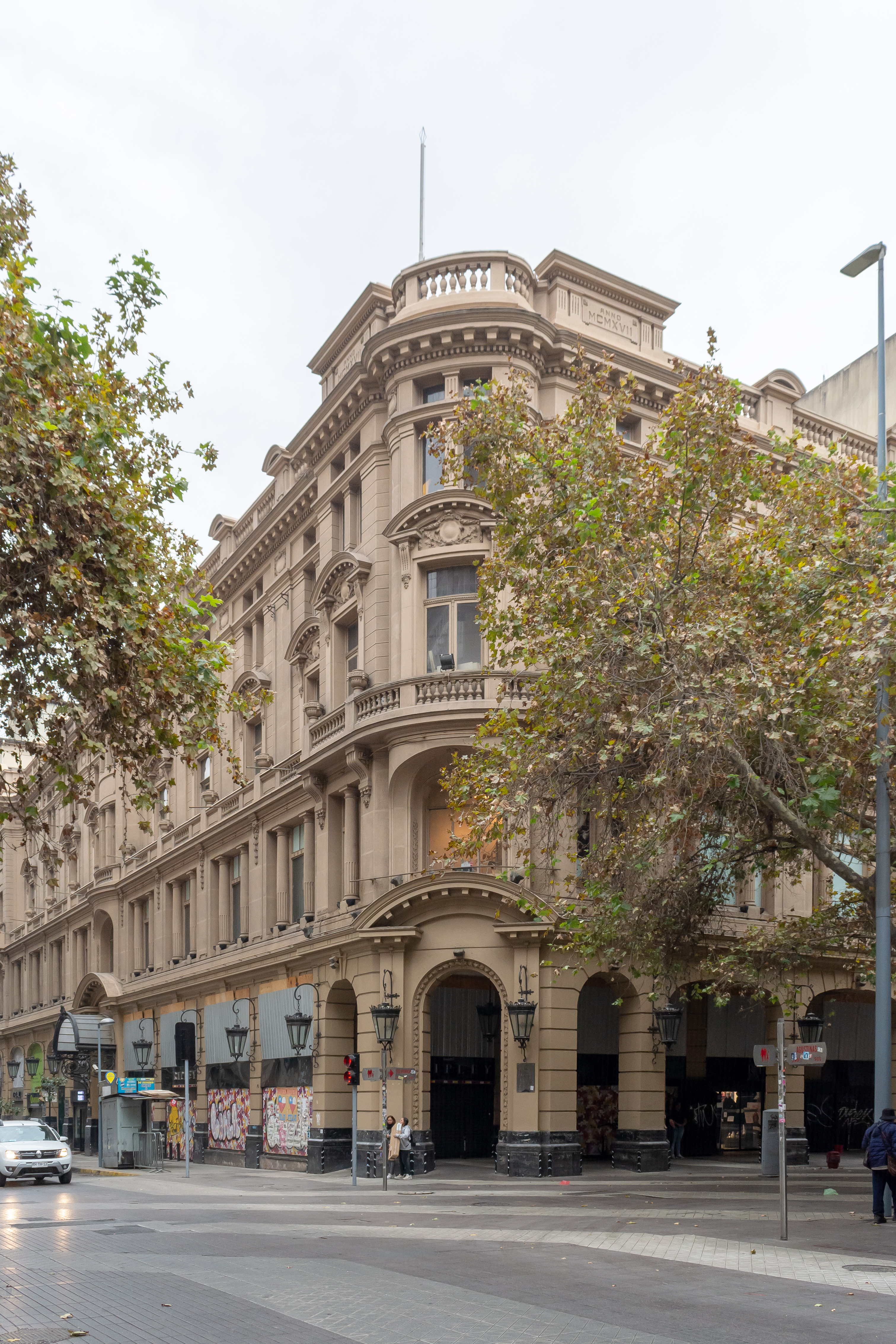
Fassade des Crillón-Gebäudes (2023)

Das Crillón-Gebäude (span. Edificio Crillón) ist ein chilenisches eklektisches Gebäude im historischen Stadtzentrum von Santiago. Ursprünglich als Familienresidenz einer wohlhabenden chilenischen Familie errichtet, wurde das Gebäude im Laufe der Zeit umfassend umgestaltet und fungierte zunächst als das erste Luxushotel der Stadt. In einem weiteren Entwicklungsschritt erfolgte eine stilgerechte Renovierung, sodass es heute als Einkaufs- und Bürokomplex genutzt wird. Dabei wurden die historischen Elemente des Gebäudes, insbesondere die Fassadengestaltung und die dekorativen Details, erhalten, die sich durch ihre hochwertige Verarbeitung und elegante Gestaltung auszeichnen.

## Geschichte
Das Gebäude wurde von den Architekten Alberto Siegel aus Österreich und Augusto Geiger aus der Schweiz entworfen. Das architektonische Konzept des Gebäudes zeichnet sich durch eine eklektische Gestaltung aus, die vom französischen Neoklassizismus inspiriert ist und zudem Elemente der deutschen Architekturmoderne integriert. Die Finanzierung erfolgte durch die Familie Larraín García-Moreno, die durch ihren umfangreichen landwirtschaftlichen Besitz über erhebliche finanzielle Ressourcen verfügte. Der Bau erfolgte im Zeitraum von 1917 bis 1919 und diente bis 1932 als Familienwohnsitz. Anschließend wurde das Gebäude an Adriana Cousiño Goyenechea veräußert, die es in ein Hotel umwandelte. Zu dieser Zeit gab es in der Stadt, wie wir sie heute kennen, kein Fünf-Sterne-Hotel oder eine gleichwertige Einrichtung. Daher mussten angesehene nationale und internationale Gäste in den Residenzen aristokratischer Familien unterkommen, die ihnen ihre Häuser dafür zur Verfügung stellten.
Das Hotel trug ursprünglich den Namen Hotel Savoy, wurde jedoch in Hotel Crillón umbenannt, eine hispanisierte Version des emblematischen Pariser Hotels Hôtel de Crillon. Die Geschäftsleitung wurde anschließend an den in Frankreich gebürtigen Jorge Kuppenheim übergeben. Zu den Ehrengästen zählten der US-Präsident Dwight D. Eisenhower, der mexikanische Komiker Cantinflas und der US-amerikanische Schauspieler Clark Gable. In den 1960er Jahren kauften Fernando und Pablo Sahli zusammen mit ihrer Mutter Berta Natermann den Hotelbetrieb von der Familie Kuppenheim und führten ihn bis 1977, als er endgültig seine Türen schloss. Die Familie Cousiño, die heutigen Eigentümer des Anwesens, beschloss, das Erdgeschoss in ein Einkaufszentrum und die oberen Stockwerke in Büros umzuwandeln.
Das Hotel diente als Inspirationsquelle für eine Vielzahl künstlerischer Werke. Der Roman La Chica del Crillón (Das Mädchen aus dem Crillón, 1935) von Joaquín Edwards Bello schildert die Geschichte einer jungen Aristokratin, Teresa Iturrigorriaga, die ihr Vermögen verliert und in finanzielle Not gerät. Der Netflix-Film von Maite Alberdi El lugar de la otra (An ihrer Stelle) basiert auf einem wahren Kriminalfall aus dem April 1955, bei dem die Schriftstellerin María Carolina Geel (ein Pseudonym für Georgina Silva Jiménez) ihren Geliebten in einer Hotellounge erschoss.